# Listă de filme de război
Aceasta este o listă de liste de filme de război:
- Listă de filme despre războaie din Antichitate
  - Listă de filme despre Roma antică
- Listă de filme despre războaie din Evul Mediu
- Listă de filme despre războaie din perioada Renașterii
- Listă de filme despre Primul Război Mondial
- Listă de filme despre cel de-al Doilea Război Mondial
- Listă de filme despre războiul împotriva terorismului
- Listă de filme despre războaie fictive